# Marginoproctus djakonovi
Marginoproctus djakonovi is een zee-egel uit de familie Taiwanasteridae.
De wetenschappelijke naam van de soort werd in 1980 gepubliceerd door Budin.